# Tatort: Niedere Instinkte
Niedere Instinkte ist ein Fernsehfilm aus der Fernseh-Kriminalreihe Tatort der ARD, des ORF und des SRF. Der Film wurde vom MDR produziert und am 26. April 2015 zum ersten Mal gesendet. Es ist die 945. Folge der Tatort-Reihe und der 21. und zugleich letzte Fall mit dem Leipziger Ermittlerduo Saalfeld und Keppler.

## Handlung
Dass die achtjährige Magdalena auf dem Heimweg von der Schule entführt wurde, stellen ihre Eltern erst fest, als sie am nächsten Tag einen Anruf aus der Schule erhalten und ihnen mitgeteilt wird, ihre Tochter sei nicht zum Unterricht erschienen. Die daraufhin ausgelöste Großfahndung bleibt erfolglos. Der Schock der tiefgläubigen Eltern über das Verschwinden ihrer Tochter lässt die beiden Zuflucht in ihrer Betgemeinschaft suchen.
Durch die Auswertung verschiedener Überwachungskameras ist es möglich, den Ort der Entführung auf einen stillgelegten Treppenaufgang in einem Fußgängertunnel unter den Bahngleisen einzuschränken, den Magdalena auf ihrem Schulweg regelmäßig passiert. Hier werden DNA-Spuren des mutmaßlichen Täters sichergestellt, die durch eine groß angelegte DNA-Reihenuntersuchung zu seiner Ergreifung führen soll.
Magdalena befindet sich in der Zwischenzeit in einem durch einen versteckten Zugang in der Sauna der Villa von Monika und Wolfgang Prickel zugänglichen, schallgeschützten Geheimzimmer. Die geplante Entführung des Mädchens hat Wolfgang Prickel für seine Frau durchgeführt. Mit weißen Gummimasken suchen die beiden das entführte Mädchen in ihrem Gefängnis auf und behaupten die Eltern des Mädchens zu sein. Das Kind lehnt das Rollenspiel ihrer Entführer zunächst ebenso ab wie die bereitgestellte Nahrung und die Kommunikation mit ihnen. Monika versucht die Gunst des Kindes zu gewinnen, indem sie es in Abwesenheit ihres Mannes aus dem Kellerraum in das Wohnhaus heraufholt. Für Wolfgang Prickel ist daraufhin klar, dass Magdalena nicht mehr freigelassen werden kann, da sie ihre Entführer sowie deren Haus wiedererkennen würde, zumal er als Lehrer an ihrer Schule tätig ist. Monika hingegen droht ihrem Mann, ihn zu verlassen, wenn dieser dem Mädchen etwas antun sollte.
Monika Prickel manipuliert die Gasheizung, sodass Gas im Badezimmer des Hauses ausströmt. Als sich ihr Mann am geöffneten Badezimmerfenster eine Zigarette ansteckt, kommt es zu einer Gasexplosion, die das obere Stockwerk des Gebäudes verwüstet und Wolfgang Prickel das Leben kostet. Monika Prickel wird von der Polizei vernommen und mit den Vorwürfen konfrontiert, ihr Mann habe Magdalena entführt, was der Abgleich der DNA vom Entführungsort beweisen würde. Diese Anschuldigungen weist Monika vehement zurück. Eine mutwillige Manipulation der Gasheizung, die zum vorsätzlichen Tode ihres Mannes geführt hat, kann ihr zu diesem Zeitpunkt noch nicht nachgewiesen werden, weswegen sie auch nicht inhaftiert wird.
Sie kehrt in ihr Haus zurück und sucht Magdalena im versteckten Kellerraum auf. Aufgrund der fehlenden Stromversorgung nimmt sie Teelichter mit in das Zimmer des Kindes und verbringt zusammen mit dem Mädchen den Abend in dem Versteck. Als Monika Prickel einschläft, nutzt Magdalena die Chance, ihr Gefängnis zu verlassen und die Tür von außen zu verriegeln.
Auf der Straße wird das Kind von Saalfeld und Keppler aufgefunden und zu seinen Eltern zurückgebracht. Es hält die Maske der Entführerin in Händen, in welcher die Ermittler Monika Prickels Gesichtszüge erkennen, spricht aber nicht. Obwohl die Polizeikräfte erneut das Anwesen der Prickels durchsuchen, bleibt der versteckte Kellerraum weiter verborgen. Die verzweifelten Rufe von Monika verhallen ungehört im verbauten Schallschutz des Raumes. Derweil brennt ein Teelicht nach dem anderen ab, bis schließlich das Licht in dem Raum für immer verlischt.
Als Nebengeschichte sieht man, dass der Entführungsfall in Saalfeld Erinnerungen an den Tod ihres eigenen Kindes weckt, worauf Keppler zynisch reagiert, was schließlich zu einem Streit mit Beleidigungen führt. Zuletzt kommt es aber nach jahrelangem Nebeneinander zur Versöhnung des geschiedenen Ehepaars.

## Hintergrund
An einigen Stellen im Film wenden sich Charaktere direkt an den Zuschauer, um über ihre Gedanken und Handlungen zu reflektieren.
Der Film wurde vom 3. September 2014 bis zum 2. Oktober 2014 in Leipzig und Umgebung gedreht. Das Haus, in dem im Film die Prickels wohnen, steht in der Bretschneiderstraße in Schleußig.
Als Filmmusik fand der Musiktitel namens Toxi-Lied von Leila Negra sowie After Dark von Tito & Tarantula Verwendung.
Die Audiodeskription zum Film wurde vom MDR selbst produziert.
Die Handlung wurde von realen Begebenheiten inspiriert, so dass von Autoren mehrerer Filmkritiken Parallelen zur Entführung von Natascha Kampusch sowie Josef Fritzls Kellergefängnis gesehen wurden.

## Rezeption

### Kritik
Mit der Folge nach dem „überzeugenden Skript“ von Sascha Arango wird dem Ermittlerduo nach Einschätzung von Lars-Christian Daniels von Filmstarts „nach anhaltender Durststrecke zumindest ein würdiger Abschied zuteil“. Durch die „ungewohnte Aufhebung der vierten Wand“, wie sie zuletzt in der Tatort-Folge Im Schmerz geboren inszeniert wurde, „verleiht dem Krimi […] stellenweise etwas Bühnenhaftes“. „Die mal mehr, mal weniger amüsanten Streitgespräche“ zwischen den beiden Ermittlern führen durch die Folge, die eine „fast mystische und mit tollen Wendungen gespickte Geschichte“ zu erzählen weiß und sie „sehenswert“ macht. Den „mitreißenden, wenn auch stellenweise etwas überfrachtet wirkenden Entführungsfall“ lässt Drehbuchautor Sascha Arango „in einem hochspannenden Finale gipfeln“, wobei er „eine bitterböse Schlusspointe“ setzt, „die dem Zuschauer das Blut in den Adern gefrieren lässt“. Daniels lobt das Schauspiel von Susanne Wolff und vergibt der Folge 3,5 von fünf möglichen Punkten.
Sylvia Staude von der Frankfurter Rundschau sieht in der Folge einen Krimi, der „zwischen gebührendem Ernst und Ist-jetzt-auch-schon-egal-Albernheiten […] auf etwas irritierende Weise“ schwanke. „Saftig“ werde der „Showdown zwischen den geschiedenen Hauptkommissaren inszeniert“.
Nach Einschätzung der Redaktion von TV Spielfilm ist die Folge ein „kurzweiliger Abschiedsfall mit schrägen Momenten“.
„Der Anfang ist so anders, so unwirklich, so gut“, schreibt Brigitte Egelhaaf vom SWR3, diesem folgen „prall gefüllte 90 Minuten, voll gepackt mit Emotionen“. Zudem warte die Folge „mit außergewöhnlichen Bildern, mit toller Musik“ auf, komme „mit skurrilen Einfällen, durchgeknallten Charakteren“ daher und die Darstellung von Simone Thomalla sowie Martin Wuttke überzeuge. Die Episode erhielt vier von fünf möglichen Punkten.

### Einschaltquoten
Die Erstausstrahlung von Niedere Instinkte am 26. April 2015 wurde in Deutschland von 10,06 Millionen Zuschauern gesehen und erreichte einen Marktanteil von 28,3 % für Das Erste.